# Campeonato Brasileiro de Xadrez de 1927
O 1º Campeonato Brasileiro Absoluto de Xadrez foi disputado no Rio de Janeiro, então Capital Federal, de 11 a 19 de outubro de 1927. E teve como campeão Souza Mendes.
O confronto disputado no Clube de Xadrez do Rio de Janeiro, em uma melhor de 6 partidas, foi entre o campeão do Distrito Federal, Souza Mendes e o campeão paulista, Vicente Túlio Romano. Antes do match decisivo, Souza Mendes eliminou Meir Lerman, do antigo Estado do Rio.

## Match pelo título
Sistema de pontuação
- 1.0 ponto por vitória
- 0.5 ponto por empate
- 0.0 ponto por derrota

| Jogador              | 1 | 2 | 3 | 4 | 5 | Total |
| -------------------- | - | - | - | - | - | ----- |
| Souza Mendes         | 1 | 0 | 1 | ½ | 1 | 3,5   |
| Vicente Túlio Romano | 0 | 1 | 0 | ½ | 0 | 1,5   |